# Lundevatnet
Lundevatnet er en sø på grænsen mellem kommunerne Lund i Rogaland og Flekkefjord i Agder fylker i Norge. Søen har et areal på 25,9 km² og ligger 49 moh. Den er blandt de 10 dybeste søer i Norge med en største dybde på 314 meter. E39 går langs østsiden af søen, et stykke med ganske mange tunneler.
Elven Sira løber ind i søen ved Sirnes med vand fra Sirdalen, og vand fra Hovsvatnet løber ind ved Moi. Søen har udløb ved Åna-Sira, hvor der er en dæmning, og hvor Åna-Sira kraftverk ligger. Derfra og til havet er der kun et par kilometer.
Flodløbet mellem Sirdalsvannet og Lundevatnet er i dag udgravet, sådan at vandstanden mellem de to søer er næsten ens, og Lundevatnet er sikret reserveopfyldning. Lundevatnet er regulerbart, så vandstanden kan variere.
Flekkefjordbanens gamle jernbanespor langs østsiden af søen er afløst af Tronåstunnelen på Sørlandsbanen og er overtaget af E39 efter udvidelser af vej og tunneler.